# Lawrence Huntington
Lawrence Huntington (geboren am 9. März 1900 in London; gestorben am 29. November 1968 ebenda) war ein britischer Regisseur und Drehbuchautor. 

## Biografie
Huntington war seit 1929 aktiv beim Film, 1930 erschien mit After Many Years der erste Film unter seiner Regie und mit einem von ihm erarbeiteten Drehbuch. Bis in die 1940er Jahre drehte er zahlreiche Filme für den englischen Filmmarkt, der erste auch in Deutschland veröffentlichte Film war Rauschgift an Bord (Night Boat to Dublin) von 1946. Bis in die 1960er Jahre folgten mehrere weitere Filme, die teilweise auch in übersetzten Fassungen erschienen.  In den 1950ern konzentrierte er sich auf Fernsehserien wie Zu Gast bei Errol Flynn (The Errol Flynn Theatre), Douglas Fairbanks, Jr., Presents und The Adventures of Sir Lancelot.
1963 drehte er die Edgar-Wallace-Verfilmung Todestrommeln am großen Fluß auf der Basis von Motiven des Afrikaromans Sanders vom Strom (Originaltitel: Sanders of the River).
Kurz vor seinem Tod bereitete er die Poe-Verfilmung Im Todesgriff der roten Maske vor und schrieb das Drehbuch zum Film, verstarb jedoch kurz nach dem Start der Dreharbeiten. Der Film erschien 1969 und wurde von Gordon Hessler gedreht.

## Filmografie (Auswahl)
- After Many Years (1930)
- Romance in Rhythm (1934)
- Cafe Mascot (1936)
- The Bank Messenger Mystery (1936)
- Two on a Doorstep (1936)
- Strange Cargo (1936)
- Full Speed Ahead (1936)
- Passenger to London (1937)
- Twin Faces (1937)
- Dial 999 (1938)
- This Man Is Dangerous (1941)
- Tower of Terror (1941)
- Suspected Person (1942)
- Women Aren't Angels (1943)
- Warn That Man (1943)
- Rauschgift an Bord (Night Boat to Dublin, 1946)
- Das dämonische Ich (Wanted for Murder, 1946)
- Abgründe (The Upturned Glass, 1947)
- Kampf um Jimmy (When the Bough Breaks, 1947)
- Mr. Perrin and Mr. Traill (1948)
- Mann im Netz (Man on the Run, 1949)
- The Franchise Affair (1951)
- Deadly Nightshade (1953)
- There Was a Young Lady (1953)
- Contraband Spain (1956)
- The Fur Collar (1962)
- Todestrommeln am großen Fluß (Death Drums Along the River, 1963)
- The Vulture (1967)

## Belege
1. ↑  Lawrence Huntington auf BFI Film Forever.
2. ↑  „Lawrence Huntington.“ In: Joachim Kramp, Jürgen Wehnert: Das Edgar-Wallace-Lexikon. Leben - Werk - Filme. Schwarzkopf & Schwarzkopf, Berlin 2004; S. 517. ISBN 3-89602-508-2